# 横須賀市立横須賀総合高等学校
横須賀市立横須賀総合高等学校（よこすかしりつよこすかそうごうこうとうがっこう）は、神奈川県横須賀市久里浜に所在する全日制・定時制総合学科を持つ市立の高等学校。
略称は「横総（よこそう）」。

## 設置学科
全日制課程
- 総合学科
  - 国際人文系列　
  - 自然科学系列
  - 生活・福祉系列
  - 体育・健康系列　
  - 芸術系列
  - 情報系列
  - ビジネス系列
  - 工学系列

定時制課程
- 総合学科
  - 教養系列
  - ビジネス系列
  - テクノロジー系列

## 概要
教育目標に「一人ひとりの良さを伸ばし、自ら学び、主体的に考え判断し、行動できる、心豊かでたくましく生きる力に溢れた人間を育成する。」を掲げる。
2019年現在、横須賀市で唯一の市立高等学校である。2003年に横須賀、商業、工業の3つの市立高校を統合して誕生した。
旧工業・商業両校の跡地に立地する。単位制を採用しており、2,3年次では大半の科目が選択となる。初代校長は民間出身の熊谷和久。

## 施設
商業高校の跡地に校舎・アリーナ（体育館）・ホール（講堂）、工業高校の跡地に陸上トラック、グラウンドと工業実習棟がある。
校舎はガラス張りで、教科教室群をクラスター、ロッカールーム（ホームベイと呼称）やラウンジが存在する生活空間をハウスと呼称している。
館内は冷暖房完備となっており、床面の多くはカーペット敷きである。一足制を採用しており、上履きは必要はない。
生活空間と学習空間が分かれ、校舎の面積が広いことから、多くの生徒は常に複数の教科、科目の教材を持ち歩いている。

生徒のコンピュータを含め、すべてのコンピュータが企業用中規模LANと同様のネットワークに接続されている。

## 学校生活の特色
前身の3校の特色を受け継ぎ、2年次からは多くの系列の科目（約150科目）を選択することが可能となっており、生徒によって時間割の構成が大きく異なる。
このため、ホームクラスの果たす役割は行事などの場合を除きほとんどない。

### ・学習計画
本校の特色を生かした進路計画の作成やコンピュータを活用した発表技術の習得を目的として、1年次に「産業社会と人間」、2,3年次に「羅針」という必修科目が設けられている。
横須賀市が推進する海外との交流事業を始め、長期休業中に海外ボランティアや全国ユースフォーラムに参加するなど、積極的に校外活動に参加する生徒が多数いる。これらの成果は前述の「羅針」などで発表されている。

### ・情報教育
全日制の生徒は入学時に個人用タブレット型パソコン(Surface Proシリーズ)を分割か一括で購入する。
学校生活の多くでコンピュータを使用し、生徒向けの連絡の多くがGoogleClasroomやGmailの配信によって行われている。
また、Gmailの利用によって他の生徒だけでなく、教職員にもメールを送ることが可能である。

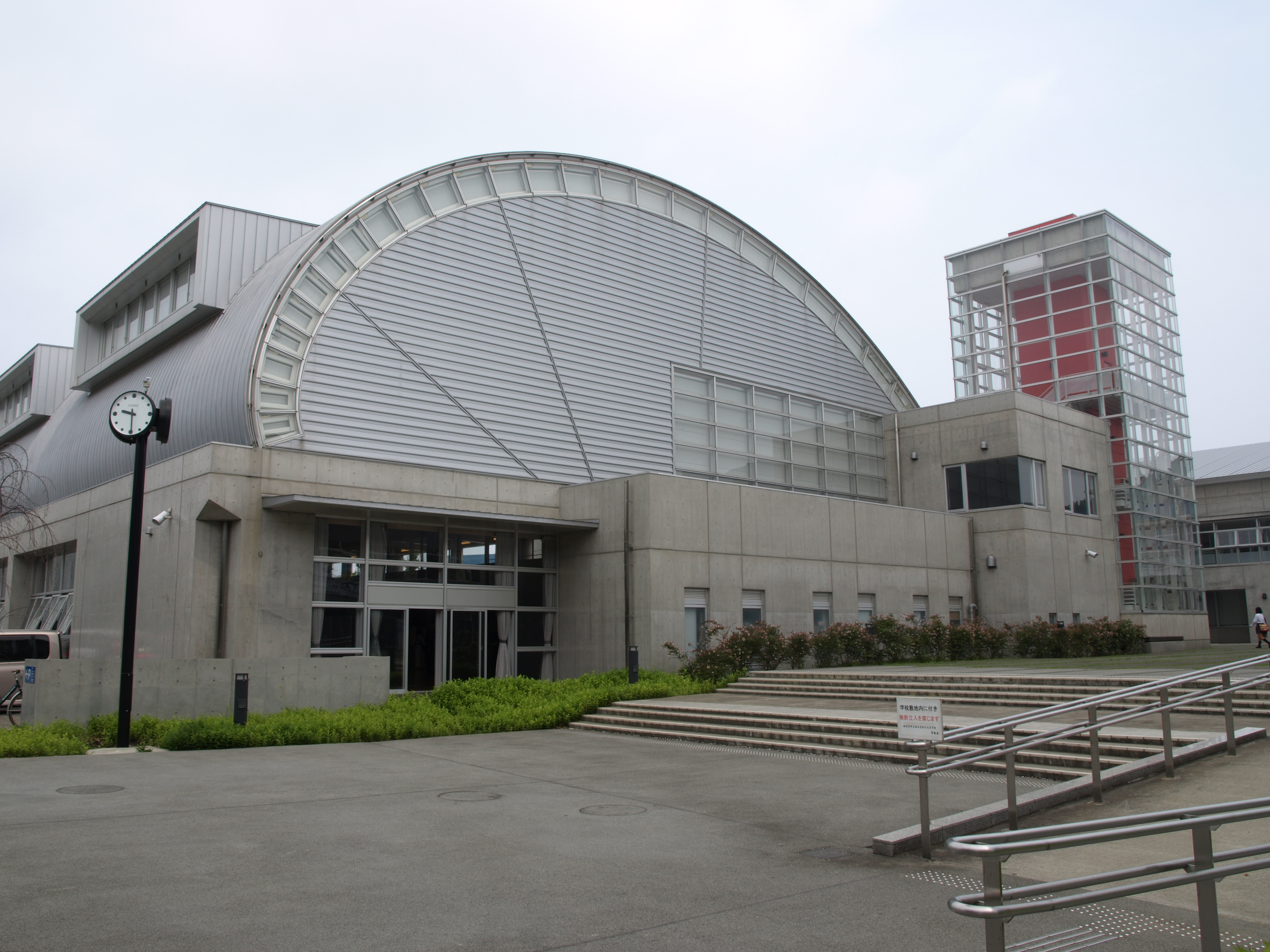
スカイアリーナ

## 中高一貫教育の検討
横須賀市教育委員会が中高一貫教育の導入を検討している。

## 沿革
- 2003年 - 横須賀市立横須賀高等学校、横須賀市立商業高等学校、横須賀市立工業高等学校の3校が統合し創立。4月、総合学科1期生入学。
- 2005年3月 - 第2期工事竣工（SEAホール・SKYアリーナの完成）。4月、全日制の全生徒が総合学科生となる。

## 交通
- 京急久里浜線 - 京急久里浜駅徒歩10分
- 横須賀線（JR東日本） - 久里浜駅徒歩12分

## 著名な出身者
- ますぶちさちよ(桝渕祥与) - モデル、タレント、フードファイター
- 山本世界 - EXILE
- 森屋颯太 - ラグビー選手

旧・横須賀高校
- 石川直宏 - 元サッカー選手、
- 川村エミコ　－お笑いタレント[2]
- 福田亮太 - 元タレント

旧・横須賀工業
- 山本賢寿 - 元プロ野球選手

旧・横須賀商業
- 立川真紗美 - バスケットボール選手